# Slag bij Shizugatake
De Slag bij Shizugatake (Japans: 賤ヶ岳の戦い, Shizugatake no Tatakai) was een slag die plaatsvond in Japan gedurende de Sengoku-periode, tussen de volgelingen van Toyotomi Hideyoshi en Oda Nobutaka. In mei 1583 voerde een van Nobunaga's voormalige generaals, Shibata Katsuie, een aantal gelijktijdige aanvallen uit op Shizugatake, dat in handen was van een van de generaals van Hideyoshi, Nakagawa Kiyohide. Sakuma Morimasa viel in opdracht van Shibata Katsuie het fort aan. In het gevecht dat volgde sneuvelde Nakagawa. Het fort hield echter stand. Toen Hideyoshi daarop met versterkingen kwam, gaf Sakuma zijn mannen het bevel het beleg te verbreken en zich klaar te maken voor de verdediging.
Het leger van Hideyoshi dwong de troepen van Sakuma zich terug te trekken en achtervolgde Sakuma tot Shibata Katsuie's fort, kasteel Kitanosho (te Fukui), in de provincie Echizen. Hideyoshi wist het kasteel te veroveren, maar kon niet voorkomen dat Shibata de donjon in brand stak, zijn familie vermoordde en seppuku pleegde.
De zeven belangrijkste generaals van Hideyoshi verworven veel aanzien en respect door hun handelen in deze slag. Ze kregen hiervoor de bijnaam shichi-hon yari ("Zeven Speren").

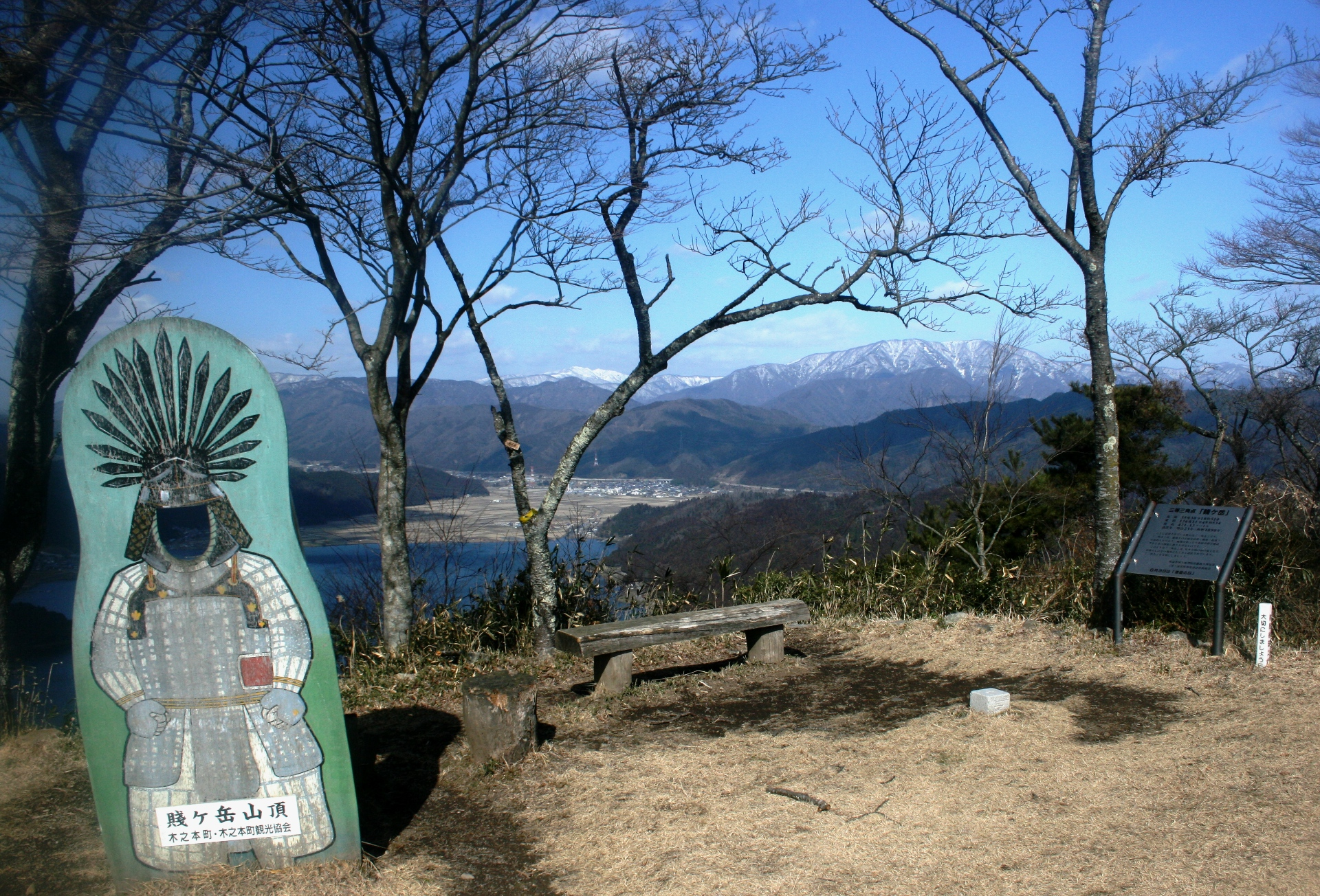
Shizugatake